# Louie Spicolli
Louis Mucciolo Jr., noto con il ring name Louie Spicolli (San Pedro, 10 febbraio 1971 – Los Angeles, 15 febbraio 1998), è stato un wrestler statunitense.
Spicolli ha lottato in Messico col nome Madonna's Boyfriend e in federazioni statunitensi come World Wrestling Federation, Extreme Championship Wrestling e World Championship Wrestling negli anni novanta. È stato trovato morto il 15 febbraio per un'overdose di droga.

## Carriera

### World Wrestling Federation
Nell'aprile 1995, la WWF "riconfezionò" Spicolli con la gimmick di "Rad Radford", un fan della musica grunge, presunto "nuovo fidanzato" di Courtney Love (kayfabe). Prese parte a un angle con The Bodydonnas, tag team nel quale egli voleva disperatamente entrare (nonostante il fisico molto poco tonico) e dove fu infine ammesso solo come "Bodydonna-in-prova". Alle Survivor Series, venne buttato fuori dal gruppo perché la sua forma fisica non era abbastanza buona. Spicolli ottenne scarso successo con l'identità di Radford, vincendo raramente.
Nel 1996 venne trovato senza conoscenza da un vicino di casa dopo che era collassato sul divano a causa di un'overdose di medicinali. Restò in ospedale per diversi giorni prima di essere dimesso. La WWF, all'epoca nel mezzo degli strascichi dovuti allo scandalo steroidi di due anni prima, lo licenziò con la clausola che non andasse a lavorare nella federazione rivale WCW prima di un anno.

### Extreme Championship Wrestling
Spicolli lottò con la depressione prima di entrare nella Extreme Championship Wrestling nel luglio 1996 in qualità di wrestler face. Successivamente effettuò un turn heel ed ebbe una rivalità con Tommy Dreamer. Lasciò la compagnia in malo modo dopo che il proprietario Paul Heyman scoprì che stava negoziando sia con la WCW sia con la WWF. Inoltre, la tossicodipendenza di Spicolli era vista con imbarazzo dai vertici della federazione.

### World Championship Wrestling
Spicolli firmò per la WCW alla fine del 1997 e divenne lo scagnozzo dell'amico e membro del New World Order Scott Hall, autodefinendosi "The Real Innovator" per prendere in giro Tommy Dreamer (noto con il soprannome "The Innovator of Violence"). In seguito Spicolli cominciò a fare anche il commentatore, ed impressionò molti con le sue capacità, anche se fu ammonito da Tony Schiavone per avere fatto una battuta che faceva riferimento all'attentato di Oklahoma City. Notoriamente Eric Bischoff reputava Spicolli il "Chris Farley del Wrestling." Hall e Spicolli ebbero un feud con Larry Zbyszko, quando Spicolli gli rubò le mazze da golf. Il risultato avrebbe dovuto essere un match tra Spicolli e Zbyszko al PPV SuperBrawl VIII del 22 febbraio 1998. Tuttavia, l'incontro non poté mai avere luogo a causa della morte di Spicolli avvenuta una settimana prima dell'evento. il suo ultimo match fu il 9 febbraio a WCW Monday Nitro, dove perse con Chris Adams per squalifica.

## Morte
Mucciolo aveva smesso di assumere droghe dopo le rinnovate paure circa il suo stato di salute, ma la notizia improvvisa della madre malata terminale di cancro lo fece ricadere nel vizio. Il 15 febbraio 1998, morì di overdose di alcol e droga all'età di 27 anni, soffocato dal proprio vomito nel sonno. Gli investigatori rinvennero in loco una fiala vuota di testosterone, pillole antidolorifiche, e psicofarmaci anti-ansia. Il coroner della contea di Los Angeles determinò che le droghe avevano potuto contribuire al cedimento del cuore.

## Personaggio
Mossa finale
- Spicolli Driver (Death Valley driver)

## Titoli e riconoscimenti
- AWF
  - AWF Heavyweight Champion (1)
- Interwest Wrestling Federation
  - IWF Heavyweight Champion (1)
- World Wrestling Association
  - WWA World Trios Champion - con Bill Anderson (1) e Tim Patterson (1)